# Simfonia núm. 2 (Zemlinsky)
La Simfonia en si bemoll major és una obra orquestral del compositor austríac Alexander Zemlinsky. Tot i que sovint s'anomena «núm. 2», aquesta designació no és pròpia del compositor. En realitat, va ser el seu tercer assaig en forma simfònica després de les simfonies en mi menor de 1891 (de les quals només es conserven dos moviments) i re menor (1892).

## Composició i interpretació
L'obra va ser composta el 1897, completada el 9 de setembre, per presentar-se al Premi Beethoven de 1898, un concurs iniciat i parcialment finançat per Johannes Brahms. Zemlinsky va rebre el primer lloc conjuntament amb la Simfonia en Sol major de Robert Gound. Ambdues obres es van estrenar el 5 de març de 1899 amb els respectius compositors dirigint l'Orquestra Filharmònica de Viena. Malgrat el seu èxit, Zemlinsky no va fer cap esforç posterior per reviure l'obra, que va romandre inèdita fins al 1977.

## Estructura
L'obra segueix la forma habitual de quatre moviments d'una simfonia tradicional, amb l'scherzo col·locat en segon lloc i el moviment lent en el tercer (com a la Novena Simfonia de Beethoven). Els moviments s'encadenen de la següent manera:
1. Sostenuto – Allegro (Schnell, mit Feuer und Kraft)
2. Nicht zu schnell (Scherzando)
3. Adagio
4. Moderato

 El moviment final és una passacaglia inspirada en el final de la Simfonia núm. 4 de Brahms. L'estudiós de Zemlinsky, Antony Beaumont, ha cridat l'atenció sobre l'ús d'una quinta decreixent com a motiu unificador al llarg de l'obra.
Beaumont també ha assenyalat les influències estilístiques de Brahms i Dvořák en particular.
L'obra té una durada aproximada de 45 minuts.

## Instrumentació
L'obra està composta per a una orquestra de: dues flautes, dos oboès, dos clarinets, dos fagots, quatre trompes, dues trompetes, tres trombons, tuba, timbales i corda.